# Động vật ăn vảy

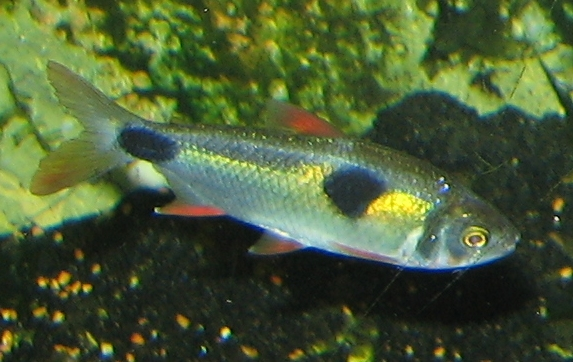
Một loài cá ăn vảy (Exodon paradoxus)

Động vật ăn vảy (tên Latin: Lepidophagy) là nhưng hành vi ăn uống của các loài cá chuyên bám theo và rỉa vảy cá của các loài cá khác như là một nguồn thức ăn chính của mình. 

## Ghi nhận
Hành vi Lepidophagy là phổ biến rộng rãi, đã được tiến hóa độc lập trong ít nhất năm họ cá nước ngọt và bảy họ cá biến. Lepidophagy đã được báo cáo trong một loạt các loại cá bao gồm: Chanda nama (Họ Ambassidae), Terapon jarbua (họ Terapontidae), một số cá trê biển (họ họ cá úc), một số cá piranha, Exodon paradoxus và loài Roeboides (họ characidae), cùng với Perissodus eccentricus, perissodus microlepis, Plecodus elaviae, Plecodus multidentatus, Plecodus paradoxus và Plecodus straeleni (họ Cichlidae). Vảy cá là một nguồn chất dinh dưỡng đáng ngạc nhiên để làm thực phẩm, có chứa các lớp keratin và men, cũng như một phần da và một lớp chất nhầy giàu protein. Nó là một nguồn giàu calci phosphate.